# دوموديدوفو
دوموديدوفو (بالروسية: Домодедово) هي إحدى مدن روسيا في الكيان الفدرالي الروسي موسكو أوبلاست.

## توأمة
لدوموديدوفو اتفاقيات توأمة مع كل من:
- أثينا
- فروتسواف
- بوريسبيل
- بينسك
- سومقاييت
- غيومري
- زيلينودولسك
- فورمانوف

## أعلام
- آنا أخماتوفا